# Giovany Herbert
Giovany Aymar Herbert Forcheney (ur. 12 marca 2005 w Colón) – panamski piłkarz występujący na pozycji ofensywnego pomocnika lub skrzydłowego, reprezentant Panamy, od 2025 roku zawodnik brazylijskiego Athletico Paranaense.
Jego brat bliźniak Antony Herbert również jest piłkarzem.